# Удалов, Зиновий Андреевич
Зиновий Андреевич Удалов (1888, Нижегородская губерния — неизвестно)  — звеньевой колхоза имени Шаумяна, город Кизляр. Герой Социалистического Труда.

## Биография
Родился в 1888 году в Нижегородской губернии. Русский. Работал звеньевым виноградарского колхоза имени Шаумяна городского округа Кизляр. В 1949 году получил урожай винограда 183,3 ц. с 1 га. на площади 3,5 га. Указом Президиума Верховного Совета СССР от 12 июля 1950 года за получение высоких урожаев винограда в 1949 году Удалову Зиновию Андреевичу присвоено звание Героя Социалистического Труда с вручением ордена Ленина и золотой медали «Серп и Молот». Проживал в селе имени Шаумяна.